# ICtCp
ICTCP（ICtCp、ITP）は、ITU-R BT.2100で規定された色空間である。ハイダイナミックレンジ（HDR）や広色域（WCG）を扱うビデオやデジタル写真のカラー画像パイプラインの一部として使用される。ドルビーラボラトリーズによって開発された。このフォーマットは、2つの行列変換と非線形の伝達関数を含む座標変換によって、関連するRGB色空間から変換できる。  この変換によってI、CT、CPという3つの信号が生成される。ICTCPはPQ（Perceptual Quantizer）方式およびハイブリッドログガンマ（HLG）方式のどちらでも使用できるが、ICTCPと同じくドルビーによって開発されたPQ方式とともに使用されるのが最も一般的である。 
I（intensity=強度）は明るさを表す輝度成分であり、CTとCPはそれぞれ青-黄（tritan=3型色覚に由来）および赤-緑（protan=1型色覚に由来）を表す色差成分である。

## 変換
Rec.2100による定義では、ICTCPは以下のようにRGBから変換できる。 
| BT.2100 RGBからLMSを計算： {\displaystyle {\begin{bmatrix}L\\M\\S\end{bmatrix}}={\frac {1}{4096}}{\begin{bmatrix}1688&2146&262\\683&2951&462\\99&309&3688\end{bmatrix}}{\begin{bmatrix}R\\G\\B\end{bmatrix}}} |

| PQ方式の場合：  | {\displaystyle {\begin{bmatrix}L'\\M'\\S'\end{bmatrix}}=EOTF_{PQ}^{-1}({\begin{bmatrix}L\\M\\S\end{bmatrix}})} |
| HLG方式の場合： | {\displaystyle {\begin{bmatrix}L'\\M'\\S'\end{bmatrix}}=OETF_{HLG}({\begin{bmatrix}L\\M\\S\end{bmatrix}})}     |

| LMSからICTCPを計算： {\displaystyle {\begin{bmatrix}I\\C_{T}\\C_{P}\end{bmatrix}}={\frac {1}{4096}}{\begin{bmatrix}2048&2048&0\\6610&-13613&7003\\17933&-17390&-543\end{bmatrix}}{\begin{bmatrix}L'\\M'\\S'\end{bmatrix}}} |

## 特徴
ICTCPはほぼ一定の輝度を有するため、YCBCRと比較してクロマサブサンプリングの品質を改善する。また、ICTCPはYCBCRと比較して色相の線形性も改善する。そのためICTCPは圧縮性能とカラーボリュームマッピングを改善する。適応的再構成（adaptive reshaping）と組み合わせた場合、圧縮性能を10%向上させることができる。CIEDE2000色差式の場合、10ビットのICTCPは11.5ビットのYCBCRと同等である。改善された一定の輝度は、色差情報のみが変更される彩度サブサンプリングおよび色域マッピングなどの色処理操作にとって有利である。

## 用途
ICTCPはHEVCでサポートされている。 